# Hoofdverkeersroute M
De Hoofdverkeersroute M was volgens de lettering van hoofdverkeersroutes de weg van Leeuwarden via Zwolle, Apeldoorn, Arnhem, Nijmegen, Roermond en Maastricht naar België. Tussen Meppel en Zwolle liep deze weg samen met de Hoofdverkeersroute L, tussen Arnhem en Nijmegen met de Hoofdverkeersroute R, tussen Bemmel en Nijmegen met de Hoofdverkeersroute K en tussen Roermond en Sittard met de Hoofdverkeersroute B. De weg liep destijds over de rijkswegen 32, 31, 50, 52, 54, 72, 75 en 79. Tegenwoordig wordt deze route ongeveer gevormd door de A32, A28, A50, A73 en A2.

## Geschiedenis
In 1937 werd de hoofdverkeersroute M ingesteld. Deze letter verscheen op de kilometerpalen en hectometerpaaltjes naast de weg. In 1957 werd weglettering vervangen door de Wegnummering 1957. Hierdoor kreeg de route het nummer N90 tussen Leeuwarden en Meppel, E35 tussen Meppel en Zwolle, N93 tussen Zwolle en Nijmegen, N95 tussen Nijmegen en Roermond en E9 tussen Roermond en België.    